# Johan Georg Rist
Johan Georg Rist, född den 23 november 1775, död den 5 februari 1847, var en dansk diplomat av holsteinsk börd.
Rist blev 1797 privatsekreterare hos finansministern Schimmelmann samt var 1801-02 legationssekreterare i Petersburg och 1803-06 i Madrid. Han blev sedan chargé d’affaires i London, men var ändå ej i stånd att ge sin regering behövliga underrättelser om den anfallsexpedition, som sommaren 1807 förbereddes mot Köpenhamn. 
Rist var 1808-10 chargé d’affaires i Hamburg och efter stadens införlivande med Frankrike dansk generalkonsul till 1813 samt hade där många svårigheter att utstå mot de franska myndigheterna. Som tysk till börden kände han sig naturligtvis upprörd över kejsar Napoleons våldshandlingar och, hur lojal han än var, missnöjd med danska regeringens politik dessa år. 
Senare användes han i flera viktiga kommissioner angående holsteinska förhållanden och författade 1830 en flygskrift mot Uwe Lornsens plan på ett självständigt Slesvig-Holstein. År 1832 hörde han till de "erfarna män", som skulle rådslå om provinsialständernas organisation i de två hertigdömena, och var 1834-46 medlem av provinsregeringen på Gottorp. Rists Lebenserinnerungen utgavs i 3 band 1880-88.